# Хранич, Джуро
Джуро Хранич (хорв. Đuro Hranić, 20 марта 1961, Церич (СРХ, СФРЮ) — хорватский архиепископ, возглавляющий архиепархию Джяково-Осиека.
Родился 20 марта 1961 года в деревне Церич, община Нуштар неподалёку от города Винковцы. Среднее образование получил в Осиеке и в Джяково, продолжил обучение в епархиальной гимназии Джякова.
29 июня 1986 года после окончания семинарии был рукоположён в священники. С 1987 по 1993 год обучался в Папском Григорианском университете в Риме, в 1993 году защитил докторскую диссертацию по догматической теологии.
После возвращения в Хорватию преподавал и занимал ряд высоких постов в Джяковской семинарии, с 2000 года — доцент, а позднее профессор теологического факультета Загребского университета.
5 июля 2001 года назначен вспомогательным епископом епархии Джякова и Срема. 22 сентября того же года состоялась епископская хиротония. Как и все вспомогательные епископы, Хранич стал титулярным епископом Гаудиабы. Главным консекратором был архиепископ Марин Сракич.
После преобразования епархии в архиепархию Джяково-Осиек, которое последовало 18 июня 2008 года Хранич стал вспомогательным епископом новой архиепархии-митрополии. После отставки с поста архиепископа Марина Сракича с 18 апреля 2013 года возглавляет архиепархию.
Входит в состав Конференции католических епископов Хорватии, где возглавляет совет по катехизации и входит в состав комиссий по делам Папской хорватской коллегии святого Иеронима и по отношениям с Сербской православной церковью.